# Flughafen Chu Lai

i8
i11
i13

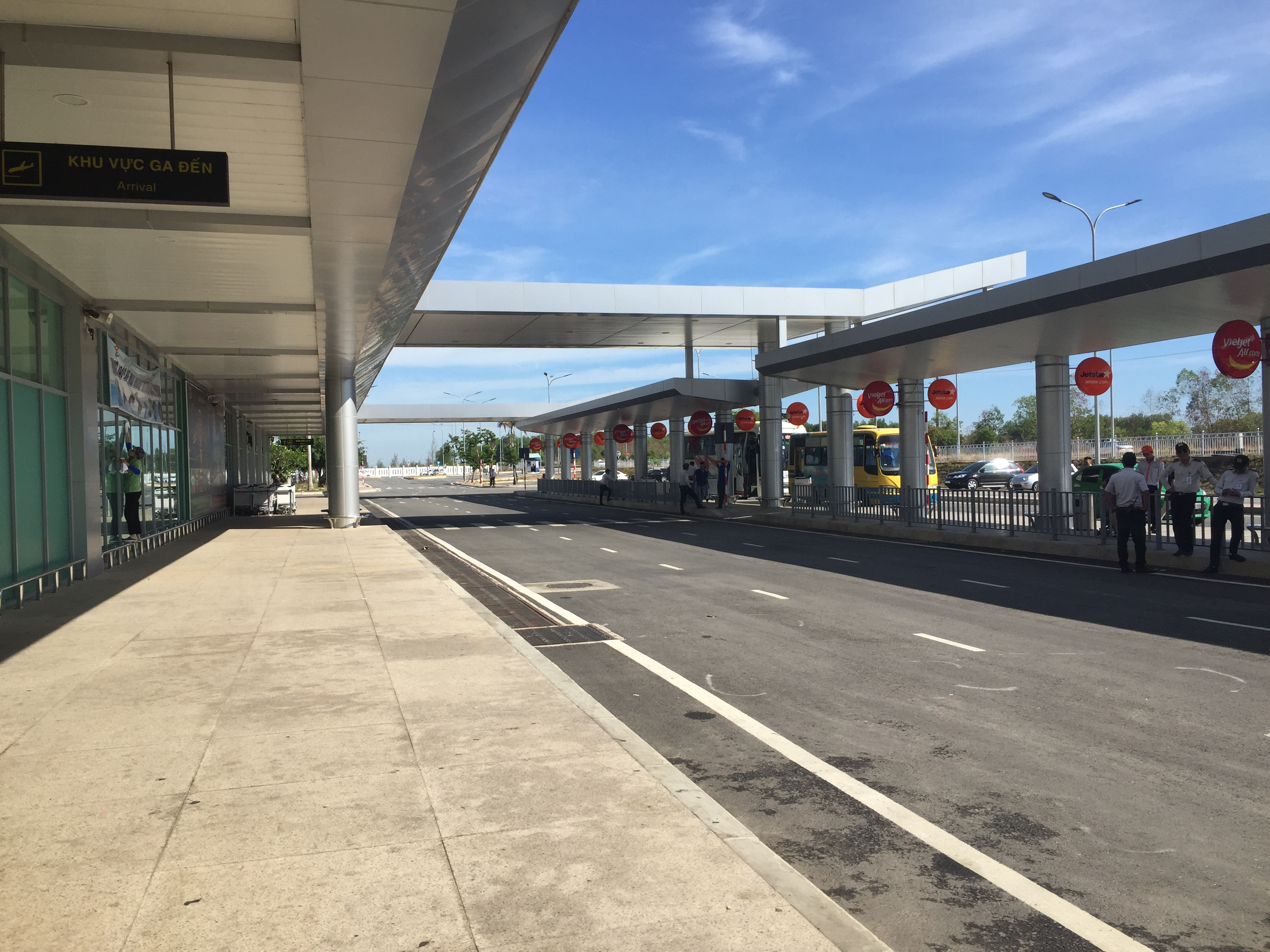
Ankunftshalle

Der Flughafen Chu Lai (vietnamesisch Sân bay Chu Lai, IATA-Code: VCL, ICAO-Code: VVCA) ist ein vietnamesischer Flughafen in Chu Lai.

## Geschichte
Der Flugplatz wurde erstmals als Chu Lai Air Base während des Vietnamkriegs eröffnet. Zwischen Ende des Vietnamkrieges 1975 und 2004 wurde der Flughafen nur unregelmäßig für militärische Flüge genutzt. Am 22. März 2004 begann der Bau eines Passagierterminals auf dem Flughafengelände. Genau ein Jahr später landete der erste kommerzielle Flug in Chu Lai.

## Fluggesellschaften und Ziele
Von Chu Lai werden nationale Ziele von vietnamesischen Fluggesellschaften bedient.